# Apanteles hasorae
Apanteles hasorae är en stekelart som beskrevs av Wilkinson 1928. Apanteles hasorae ingår i släktet Apanteles och familjen bracksteklar. Inga underarter finns listade i Catalogue of Life.